# Aleo
Aleo (in greco antico: Ἀλεός?, Aleós) è un personaggio della mitologia greca. Fu re di Tegea e di Arcadia, e l'eponimo della città di Alea.

## Genealogia
Figlio di Afeida, sposò Neera e fu padre di Auge, Cefeo, Licurgo, Anfidamante ed Alcidice.

## Mitologia
Fondò il culto di Athena Alea e successe a suo padre sul trono di Tegea dove riunì i nove demi rurali già esistenti formando la città e costruendo il tempio di Atena Alea. 

Dopo la morte del cugino Epito ereditò anche il regno d'Arcadia, di cui fece capitale la nuova città di Tegea.
Dopo la sua morte lasciò al figlio Cefeo il regno di Tegea ed al figlio Licurgo quello di Arcadia.

### Auge e Telefo
Scoprì, in seguito ad una piaga che afflisse il suo regno, che questa fosse causata dal fatto che sua figlia Auge (vergine e sacerdotessa di Athena Alea), era rimasta incinta da Eracle ed aveva nascosto il bambino (Telefo) nel tempio. Per rimediare mandò la figlia da Nauplio per essere uccisa e fece abbandonare Telefo sul monte Partenio (oppure, secondo un'altra versione mise entrambi in una cassa che gettò in mare), ma i due giunsero comunque da Teutrante che adottò il bambino e sposò Auge.